# 森脇将光
森脇 将光（もりわき まさみつ、1900年1月17日 - 1991年6月2日）は、日本の実業家。

## 来歴・人物
島根県簸川郡平田町（現・出雲市）出身。慶應義塾大学経済学部経済学科中退。大学在学中に金融業を始め、東京・日本橋に事務所を構えた。1948年度の長者番付で所得9,000万円で1位となり、「金融王」と呼ばれ名を馳せた。戦後の混乱期に乗じて高利で莫大な利益を得た所得は、2位・4,530万円の倍であった。しかし、その翌年、巨額な国税滞納額が発覚して、話題を呼んだ。また、金融業と共に出版業も手掛け、戦後出版した尾崎秀実の獄中書簡集『愛情はふる星のごとく』（世界評論社）は大ベストセラーとなり、1959年には週刊誌『週刊スリラー』を創刊した。後に、出版部門に情報収集組織を組み込み、森脇機関を生み出す。
森脇は、単に高利貸しとして暴利を貪るだけでなく、時には“損して得とれ”とばかりに債務者に恩を売ることも忘れなかった。また、金融業者として独自の調査能力を誇り、公表した「森脇メモ」は造船疑獄の火付け役となったほか、1958年の千葉銀行レインボー事件、第1次FX問題（グラマン疑惑）でも、関係者の動きを記したとされる「森脇メモ」が登場した。
1965年、吹原産業事件では当初、被害者として登場したものの、黒金泰美・自民党代議士の念書（通称、「黒金保証書」）を偽造したとして逮捕された。その後、森脇が経営する金融会社・森脇文庫の貸付利子などを申告しなかったとして、法人税法違反などの罪で東京地検に起訴、次いで同年7月19日には私文書偽造、同行使で追起訴された。
当時としては最高額となる4億5,000万円の保釈金で保釈された。
1970年12月20日、東京地方裁判所は「森脇主犯説」に基づき懲役12年・罰金4億円を言い渡す。1976年の2審では「吹原主犯説」で懲役5年・所得税法違反の罰金としては、これも、当時としては最高額となる罰金3億5000万円の判決を受け、最高裁もこれを支持、1980年に収監された。しかし、翌年10月には病気のため執行停止となって出所、1989年12月には、昭和天皇崩御に伴う特別恩赦で刑の執行免除となった。その後1991年6月2日に死去、91歳没の大往生であった。
なお、経営評論家の三鬼陽之助は、森脇のことを「日本の企業経営があやふやだった時代の怪物です。問題のある財界人との付き合いが多く、情報も一方的で、あまり信憑性がなかった。問題が起きるとよくやって来たが、本当のことをなかなか言わない。とにかく正体のわからない人でした」と評している。

## 死後も納税
吹原産業事件にからみ、東京国税局から課税処分を受けた脱税額は、1961年から1965年までの5年間で約52億円、その後も1977年まで繰り返された脱税行為により、本税・重加算税・延滞税、それに貸付金の未収利息への課税も含め、課税総額160億円以上の巨額になっていた。
これに対し、森脇は、貸付金の未収利息への課税は「法定利息を超える利益を所得として課税するのはおかしい」と東京国税不服審判所に訴え、1982年には課税税額のうち約67億円が取り消された。しかし、それでも、本税約55億6000万円、重加算税約14億4000万円、延滞税約25億円が残った。
森脇の財産は、課税処分の段階で東京国税局に差し押さえられたが、その後、許可を得ながら随時資産を売却、さらに森脇の死後は、森脇文庫関係者が税金の支払いを続けた。当時は保有する不動産などの資産は脱税額に満たなかったとされるが、バブル経済の資産インフレも追い風となり、1994年2月には完納にこぎつけた。納税額は重加算税、延滞税をふくめ計約95億円に達したという。

## 語録
- 「国民の血をしぼった税金を計画造船に充てるのはいいが、政治家が寄金を受け取ったり、料理屋で散財するなどはもってのほか」（1954年、造船疑獄事件の国会参考人の質疑で）
- 「この調査を社会正義に反することに利用はしない。私の心境はいつか映画で見たエミール・ゾラの姿である」（同国会証言を終えて）
- 「複雑怪奇でしてね。こんどは調査しても、しても壁にぶつかっちゃって、奇怪なまま終わってしまうんです」（1965年、吹原産業事件についての雑誌対談）

## 余談
- 後に『ぼくらの七日間戦争』等の作品で知られる作家の宗田理は、「森脇文庫」の出版事業部門で編集業を始めた。印刷屋から編集の手ほどきを受け、やがて週刊誌『週刊スリラー』の編集長を務める。森脇に集まる裏社会の人間を見てきたことが、後の作品に役立つことになったという。
- 上記『週刊スリラー』に連載された高木彬光の小説『白昼の死角』にも、森脇をモデルとした「金森光蔵」という高利貸が登場する[9]。同誌は後の総会屋雑誌に連なる性格を帯びており、短期間で休刊したが、森脇らしいグレーな経済記事を軸に、松本清張、柴田錬三郎、川内康範などが執筆し、誌面は充実していた。

## 著書
- 『風と共に去り風と共に来りぬ 第1部』 （安全投資出版部、1954年）
- 『風と共に去り風と共に来りぬ 第2部』 （安全投資出版部、1954年）
- 『風と共に去り風と共に来りぬ 第3部』 （安全投資出版部、1955年）
- 『風と共に去り風と共に来りぬ 第4部』 （安全投資出版部、1955年）
- 『風と共に去り風と共に来りぬ 第5部』 （森脇文庫、1955年）
- 『三年の歴史 』（森脇文庫、1955年）
- 『2時55分のお客』（森脇文庫、1957年）
- 『2時55分のお客 続』 （森脇文庫、1957年）
- 『金権魔者』（森脇文庫、1958年）
- 『金権魔者 続 』（森脇文庫、1958年）

### 注
1. ↑  東急グループの総帥である五島昇は、日本経済新聞『私の履歴書』の中で、“（1951年頃、経営危機にあった）東映が借金していた高利貸しの一人に森脇将光氏がいた。高利貸しだから「血も涙もない」と思い込んでいたら、こちらが必要資金を用意できると彼は「元金だけ返してください。利子は棒引きしましょう」と言ってきた。「高利貸しは人の小銭を集めて運用するのが商売だから、元金だけ返さなければならない。利子は仲介のブローカーが夜逃げした格好でなしにしますから、夜逃げ代に百万円出してください」という。一風変わった高利貸しだなあ、面白い高利貸しもいるんだなあ、と私は感心した。その後、私は森脇氏とはつきあうことはなかったが、森脇氏のお陰で少しは助かったようで、父（五島慶太）はしばらくつきあいを続けていたようだった。”と回顧している（1989年3月9日付日本経済新聞）
2. ↑  ちなみにこのスキャンダルが元で、千葉銀行は長らく日銀出身者が頭取を勤めることになる。
3. ↑  判決後、森脇は「東京地検特捜部がでっちあげた森脇主犯説は崩れ去った。私はこの11年間、陽炎のごとき起訴事実で苦しめられた。私は現代の巌窟王だ」と叫んだ。
4. ↑  作家の松本清張は、「吹原産業事件で、森脇氏が念書を偽造したことについて私はいまだに釈然としない」と語り、森脇のスケープゴート説を唱えていた（1991年6月3日付朝日新聞）。
5. ↑  ベッドの上で夕食中に食べ物を喉につまらせたため、家族が救急車を呼んで代々木病院に運んだ。しかし、そのときには意識はほとんどなく、病院についてまもなく息を引き取ったという。